# Мишевиден сънливец
Мишевидните сънливци (Myomimus roachi) са вид дребни бозайници от семейство Сънливцови (Gliridae). Разпространени са в източната част на Тракия, от устието на Марица до нос Емине, както и в няколко области по източното крайбрежие на Егейско море. В България се среща в югоизточната част на страната, от Свиленград до Несебър.
Мишевидните сънливци са средни по размер с дължината на тялото с главата 85-112 mm, а на опашката, покрита с люспи и къси светли косми, 70-94 mm. Окраската по гърба е жълто-сива, с недобре оформена тъмна ивица, а по корема — белезникава. Предпочитат открити местности, включително покрайнини на ниви и градини. Активни са през нощта, а през деня се укриват в дупки с дълбочина 10-20 cm.